# ピペラシリン
ピペラシリン(Piperacillin)は広域スペクトラムの β-ラクタム抗生物質 、中でもウレイドペニシリン・クラスのひとつ。 日本での製品名は「ペントシリン」(富山化学工業が開発・富士フイルム富山化学が製造販売)。ピペラシリンとその他のウレイドペニシリンの化学構造は、極性側鎖を持つ。これはグラム陰性菌に対して高い浸透性と、グラム陰性菌βラクタマーゼによる分解感受性を低下させる。 これらの性質は病院での重要な病原菌である緑膿菌に対する活性を持つ。 このような性質から、ピペラシリンはときに「抗緑膿菌ペニシリン」と呼ばれる。
ピペラシリンは単独で用いられる時には 黄色ブドウ球菌のなどのグラム陽性菌への強い活性を持たない。またβ-ラクタム構造は細菌の β-ラクタマーゼで加水分解される。
ピペラシリンは最も一般的には β-ラクタマーゼ阻害剤であるタゾバクタム(Piperacillin/Tazobactam)(製品名「ゾシン」「タゾシン」「Zosyn」または「Tazocin」)とピペラシリンとの組み合わせで用いられる。タゾバクタムは多くのβラクタマーゼを阻害する。ピペラシリン・タゾバクタムの合剤は MRSAに対しては投与されない。他のペニシリン／βラクタム系抗生物質同様、MRSAのペニシリン結合蛋白に結合しないからである。

## 薬理
- 抗菌作用[4]

ピペラシリンは緑膿菌を含むグラム陰性菌、腸球菌属を含むグラム陽性菌、またバクテロイデス属を含む嫌気性菌に対し効果があり、幅広い抗菌スペクトルを有する。グラム陰性のインフルエンザ菌に対するMIC90は2μg／mL、グラム陽性の肺炎球菌に対するMIC90は2μg／mLであり、セフェム系のフロモキセフより優れた抗菌力を示した(in vitro)。
- 作用機序[5]

細菌の細胞壁合成を阻害し、殺菌作用を有する。

## 適応
ピペラシリンは、βラクタマーゼ阻害剤タゾバクタムとの合剤で、重症の院内感染症でしばしば用いられる。 この合剤は、米国の連邦政府以外の病院で最も広く使用されている薬剤の一つであり、低価格のジェネリック医薬品であるにもかかわらず、3億8800万ドルの支出を占める。
ピペラシリン・タゾバクタムは、多剤耐性菌の院内感染が疑われる院内肺炎の治療において、3剤併用レジメンの一部として推奨されている。またこれは嫌気性グラム陰性桿菌の感染症に対する推奨される抗菌剤の一つである。
ピペラシリン・タゾバクタムはアメリカ国立衛生研究所により、好中球減少に伴う敗血症のエンピリック治療に推奨されている。

### 適応菌種
- ピペラシリンに感性のブドウ球菌属、レンサ球菌属、肺炎球菌、腸球菌属、大腸菌、シトロバクター属、肺炎桿菌、エンテロバクター属、セラチア属、プロテウス属、モルガネラ・モルガニー、プロビデンシア属、インフルエンザ菌、緑膿菌、バクテロイデス属、プレボテラ属（プレボテラ・ビビアを除く）

### 適応症
- 敗血症、急性気管支炎、肺炎、肺膿瘍、膿胸、慢性呼吸器病変の二次感染、膀胱炎、腎盂腎炎、胆のう炎、胆管炎、バルトリン腺炎、子宮内感染、子宮付属器炎、子宮旁結合織炎、化膿性髄膜炎

## 副作用
ピペラシリン・タゾバクタム合剤の最も一般的な副作用は、下痢、便秘、吐き気、頭痛や不眠である。あまりみられない副作用には、アナフィラキシー、Stevens-Johnson症候群、 Clostridium difficile 関連下痢等がある。

## 投与
ピペラシリンは経口投与では吸収されず、 静脈内 または 筋肉内注射により投与される。持続投与と間欠投与の特徴も検討されている。